# Billet de 5 000 francs Terre et Mer
Pour les articles homonymes, voir 5 000 francs.
Recto
Verso
Chronologie
5 000 francs Union française 5 000 francs Henri IV
Le 5 000 francs Terre et Mer est un billet de banque en francs français créé le 10 mars 1949 par la Banque de France et émis le 21 juillet 1950. Il fait suite au 5 000 francs Union française. Il sera remplacé par le 5 000 francs Henri IV.

## Historique
Ce billet polychrome imprimé en taille douce appartient à la série des allégories mythologiques : il est le dernier billet de ce type.
Ce billet fut imprimé entre 1949 et 1957.
Il est retiré de la circulation à partir du 18 mars 1959 avant d'être privé de cours légal le 1er avril 1968 après avoir été émis à 455 000 000 d'exemplaires.

## Description
La vignette fut conçue d'après l’œuvre du peintre Sébastien Laurent, la gravure étant exécutée par Camille Beltrand et Jules Piel.
D'un équilibre polychrome certain, les tons dominants tirent vers l’orange-brun.
Au recto : au centre, un couple de divinités avec à gauche Pomone, tenant une corne d'abondance et représentant la terre, et à droite, Amphitrite, reine des mers, tenant un coquillage et un trident et représentant la mer.
Au verso : au centre un couple de divinités avec à gauche, Mercure, appuyé sur son caducée et Minerve, tenant un compas et un parchemin, devant une couronne de feuilles et de fruits. En bas à droite, une usine en activité.
Les deux filigranes montrent chacun une tête de femme de trois-quarts.
Les dimensions sont de 170 × 110 mm.